# Ilse Rosenthal-Schneider
Ilse Rosenthal-Schneider (* 25. April 1891 in Finsterwalde; † 6. Februar 1990 in Sydney) war eine deutsch-australische Physikerin und Philosophin. Sie ist vor allem für ihre Zusammenarbeit und Korrespondenz mit den Physikern Albert Einstein, Max von Laue und Max Planck bekannt.

## Leben
Geboren als Ilse Schneider studierte sie von 1909 bis 1920 mit Unterbrechungen Philosophie und Naturwissenschaften an der Universität Berlin und promovierte dort 1920 im Fach Philosophie bei Max von Laue und Alois Riehl. Ihre Dissertation erschien im folgenden Jahr unter dem Titel Das Raum-Zeit-Problem bei Kant und Einstein als Buch im Springer-Verlag. Anschließend arbeitete sie zunächst bei einer Kommission der Preußischen Akademie der Wissenschaften, die mit der Aufarbeitung der Briefe von Gottfried Wilhelm Leibniz beschäftigt war, sowie bis 1933 als Publizistin und Wissenschaftsjournalistin. Mit ihrem Mann und ihrer Tochter floh sie 1938 aus dem nationalsozialistischen Deutschland und emigrierte über London nach Australien. 1944 wurde sie Mitarbeiterin der Universität Sydney, wo sie an der germanistischen Fakultät Deutsch unterrichtete und außerdem als Dozentin bis 1961 Wissenschaftsgeschichte und Wissenschaftstheorie lehrte. Darüber hinaus war Rosenthal-Schneider als Rezensentin für die Fachzeitschrift Isis tätig.
In den 1940er und 1950er Jahren tauschte sie mit Albert Einstein eine Reihe von Briefen über philosophische Aspekte der Physik aus, unter anderem in Bezug auf die Relativitätstheorie, die Naturkonstanten und die physikalische Wirklichkeit. Sie blieb mit Einstein bis zu dessen Tod im Jahr 1955 in Briefkontakt.

## Schriften (Auswahl)
- Das Raum-Zeit-Problem bei Kant und Einstein, Springer, Berlin 1921
- Reality and Scientific Truth: Discussions with Einstein, Von Laue, and Planck. Wayne State University Press, 1980. Deutsch: Begegnungen mit Einstein, von Laue und Planck – Realität und wissenschaftliche Wahrheit. Wiesbaden 1988

## Zitat Gespräch mit Einstein November 1919
„Plötzlich unterbrach Einstein die Lektüre und übergab mir ein Telegramm, das er vom Fensterbrett genommen hatte, mit den Worten: ‚Dies könnte Sie interessieren.‘ Es war ein Telegramm von Eddington mit den Resultaten der berühmten Expedition zur Sonnenfinsternis. Voll von Begeisterung rief ich aus: ‚Wie wunderbar, dies ist fast der Wert, den Sie berechnet haben.‘ Völlig ruhig bemerkte er: ‚Ich wusste, dass die Theorie richtig ist. Haben Sie daran gezweifelt?‘ Ich antwortete: ‚Nein, natürlich nicht. Doch was hätten Sie gesagt, wenn die Bestätigung nicht so ausgefallen wäre?‘ Er antwortete: ‚Da könnt’ mir halt der liebe Gott leid tun, die Theorie stimmt doch.‘ Hier verwendete er — wie so oft — das Wort ‚Gott‘ statt ‚Natur‘.“